# Кордонні обчислення
Кордонні обчислення (англ. edge computing) — це парадигма розподілених обчислень, яка переносить обчислення і носії даних ближче до джерела даних. Очікується, що це покращить час відклику і збереже смугу пропускання. Це радше архітектура ніж певна технологія. Це чутливий до топології і розміщення різновид розподілених обчислень.
Кордонні обчислення походять з мереж доправлення вмісту, які створили наприкінці 1990-х, щоб надавати мережевий і відео вміст з кордонних серверів, які розташовані ближче до користувачів. На початку 2000-х, ці мережі розвинулись до сервісних застосунків і застосункових складників на кордонних серверах, що спричинило перші комерційні кордонні сервіси обчислень, які виділяли ресурси для таких застосунків як пошуки місцевих представників, кошики крамниць, збирачі даних реального часу і рушії вставляння реклами.
Інтернет речей (IoT) це приклад кордонних обчислень. Звична хиба думати, що кордонні обчислення та інтернет речей це синоніми.
У дослідженні 2018 року Gartner стверджував, що близько 10% даних породжених великими підприємствами створені та опрацьовані поза традиційними центрами даних або хмарами. Gartner передбачав, що до 2025 року ця кількість сягне 75 %.

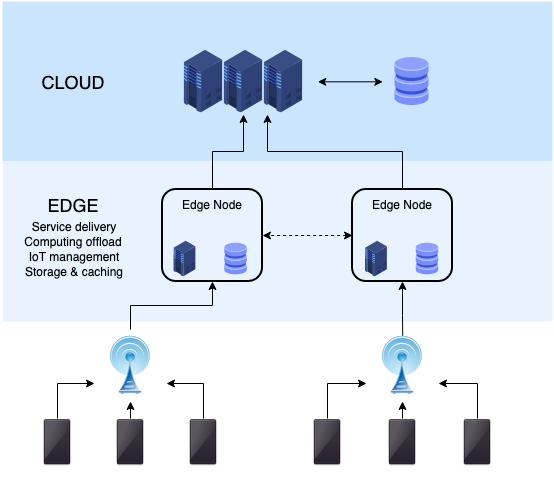
Інфраструктура кордонних обчислень

## Означення
Одне з означень кордонних обчислень це будь-який різновид комп'ютерної програми, яка доводить низьку затримку ближче до запиту. Карім Арабі, на IEEE DAC 2014  і після цього на семінарі в МТІ у 2015, широко означив кордонні обчислення як обчислення ззовні хмари, що відбувається на кордоні мережі, точніше в застосунках де необхідне опрацювання даних в реальному часу. У його означенні, хмарні обчислення діють на великих даних, кордонні обчислення діють на «миттєвих даних» — даних реального часу згенерованих чутниками чи користувачами.
Термін часто використовують як синонім до туманних обчислень. Це особливо влучно для маленьких розгортань. Однак, коли розгортання великого розміру, наприклад, розумні міста, то туманні обчислення можуть бути окремим шаром між Кордоном і Хмарою. Звідси, кордонний шар це також окремий прошарок, який має притаманні обов'язки.

## Переваги та недоліки

### Зниження затримки (Latency Reduction)
Оскільки обробка даних відбувається на межі мережі, час, необхідний для передачі даних до центрального хмарного сервісу та отримання відповіді, значно зменшується. Це особливо важливо для застосунків, що вимагають миттєвої відповіді, наприклад, в індустрії Інтернету речей (IoT), автономних транспортних засобах, аналізуванні відео тощо.

#### Підвищена пропускна здатність (Increased Bandwidth)
Завантаження мережі може бути зменшене завдяки обробці та аналізу даних на місці їх виникнення. Це особливо корисно у випадку великого обсягу даних, які не потребують передачі до хмарного сервісу для обробки.

#### Збереження приватності та безпеки (Privacy and Security)
Використання кордонних обчислень дозволяє зберігати та обробляти дані локально, що може бути важливим з погляду приватності та безпеки. Чутливі дані можуть залишатися в межах приватних мереж або пристроїв, зменшуючи ризик несанкціонованого доступу до цих даних.

#### Робота в автономному режимі (Offline Operation)
В разі втрати зв'язку з центральним сервером кордонні обчислення забезпечують можливість продовжувати роботу в автономному режимі. Це особливо важливо в ситуаціях, де надійність зв'язку є обмеженою, наприклад, у віддалених районах або на мобільних пристроях.

#### Економія пропускної здатності мережі (Network Bandwidth Saving)
Кордонні обчислення дозволяють зменшити обсяг даних, які потрібно передавати до центрального хмарного сервісу. Це зменшує використання пропускної здатності мережі та знижує витрати на передачу даних.

### Недоліки порівняно з хмарними обчисленнями

#### Обмежені ресурси
Обчислювальні ресурси на межі мережі можуть бути обмеженими в порівнянні з потужністю центральних хмарних серверів. Це може вплинути на швидкодію та потужність обчислень, що можна виконати на пристроях розташованих на межі мережі.

#### Складність управління
Управління розподіленими ресурсами та їх координація можуть бути складними завданнями. Необхідно розв'язувати питання, пов'язані з масштабуванням, безпекою, моніторингом та керуванням розподіленими системами.

#### Залежність від мережі
Кордонні обчислення передбачають використання мережі для взаємодії з центральними системами або хмарними сервісами. Залежність від мережі означає, що доступність та якість зв'язку можуть впливати на роботу системи.

#### Сумісність та стандартизація
З огляду на розмаїття обладнання та протоколів, використовуваних в пристроях на межі мережі, можуть виникати питання щодо сумісності та стандартизації. Це може ускладнити розробку та інтеграцію систем.

## Сфери застосування кордонних дата-центрів.[13]

### 5G
Децентралізована мережа комірок складена з кордонних дата-центрів може забезпечити низький рівень затримки для 5G при великій кількості пристроїв підключених до мережі.

### Телекомунікаційні компанії
Дата-центри розташовані на вежах стільникового зв'язку телеком-компаній забезпечать кращу доступність для кінцевих користувачів з'єднуючи мобільні телефони та бездротові датчики

### Інтернет речей
Кордонний дата-центр можна застосувати для обробки даних згенерованих IoT пристроями. Він корисний якщо згенерованим даним потрібна подальша обробка, але вони чутливі до часу настільки що не має сенсу посилати їх на централізований сервер

### Медицина
Деякому медичному устаткуванню, наприклад для роботизованої хірургії необхідні надзвичайно малі час затримки та цілісність мережі, які можуть забезпечити саме кордонні дата-центри

### Автономні транспортні засоби
Кордонні дата-центри можна використати для збору, обробки та обміну даними між транспортними засобами та іншими мережами яким необхідний малий час затримки. Мережа кордонних дата-центрів може бути використана, щоб збирати дані для виробників автомобілів і аварійних сервісів

### Розумні фабрики
Кордонні дата-центри можна використати для прогнозованого технічного огляду машин і прогнозованого управління якістю.
А також для підвищення ефективності стосовно роботів зайнятих в складській діяльності